# Botswana na Mistrzostwach Świata w Lekkoatletyce 2013
Botswana na Mistrzostwach Świata w Lekkoatletyce 2013 – reprezentacja Botswany podczas mistrzostw świata w Moskwie liczyła 10 zawodników, którzy zdobyli 1 medal.

## Medaliści
| Medal | Zawodnik        | Konkurencja          |
| ----- | --------------- | -------------------- |
|       | Amantle Montsho | bieg na 400 m kobiet |

## Występy reprezentantów Botswany

### Mężczyźni

#### Konkurencje biegowe
| Konkurencja                 | Zawodnik                                                      | Runda 1  | Runda 1 | Półfinał | Półfinał | Finał    | Finał   |
| Konkurencja                 | Zawodnik                                                      | Rezultat | Pozycja | Rezultat | Pozycja  | Rezultat | Pozycja |
| --------------------------- | ------------------------------------------------------------- | -------- | ------- | -------- | -------- | -------- | ------- |
| Bieg na 200 m               | Isaac Makwala                                                 | 20,84    | 28.     | NQ       | NQ       | NQ       | NQ      |
| Bieg na 800 m               | Nijel Amos                                                    | DNS      | DNS     | NQ       | NQ       | NQ       | NQ      |
| Sztafeta 4 × 400 m mężczyzn | Pako Seribe Obakeng Ngwigwa Isaac Makwala Thapelo Ketlogetswe | 3:05,74  | 22.     | —        | —        | NQ       | NQ      |

#### Konkurencje techniczne
| Konkurencja         | Zawodnik          | Eliminacje | Eliminacje | Finał    | Finał   |
| Konkurencja         | Zawodnik          | Rezultat   | Pozycja    | Rezultat | Pozycja |
| ------------------- | ----------------- | ---------- | ---------- | -------- | ------- |
| Skok wzwyż mężczyzn | Kabelo Kgosiemang | 2,26       | 11. q      | 2,25     | 10.     |

### Kobiety

#### Konkurencje biegowe
| Konkurencja               | Zawodniczka                                                      | Eliminacje | Eliminacje | Półfinał | Półfinał | Finał    | Finał   |
| Konkurencja               | Zawodniczka                                                      | Rezultat   | Pozycja    | Rezultat | Pozycja  | Rezultat | Pozycja |
| ------------------------- | ---------------------------------------------------------------- | ---------- | ---------- | -------- | -------- | -------- | ------- |
| Bieg na 400 m kobiet      | Amantle Montsho                                                  | 50,75      | 5. Q       | 49,56    | 1. Q     | 49,41    | srebro  |
| Sztafeta 4 × 400 m kobiet | Goitseone Seleka Lydia Mashila Oarabile Babolayi Amantle Montsho | 3:38,96    | 16.        | —        | —        | NQ       | NQ      |